# In Utero (album)
Vous lisez un « article de qualité » labellisé en 2013.
Pour les articles homonymes, voir In utero (homonymie).
Albums de Nirvana
Incesticide
(1992) MTV Unplugged in New York
(1994)
Singles
1. Heart-Shaped Box
Sortie : août 1993
2. All Apologies
Sortie : décembre 1993
3. Pennyroyal Tea
Sortie : avril 1994

In Utero est le troisième et dernier album studio du groupe américain de grunge Nirvana, publié par DGC Records le 13 septembre 1993 au Royaume-Uni, puis le 21 septembre 1993 aux États-Unis. 
Alors que Nevermind a dépassé toutes les espérances depuis 1991 en obtenant de multiples récompenses et tandis que le couple Kurt Cobain-Courtney Love est l'objet de l'attention de la presse people, l'attente pour ce disque devient très forte. Le groupe se met alors à l'écart de tout contact au studio Pachyderm, dans le Minnesota, avec le producteur Steve Albini à la fin du mois de février 1993. Enregistré pour un montant de 180 000 $, l'album retrouve le son qui était caractéristique de Nirvana sur Bleach mais le label et leur entourage le trouvent « inaudible ». Le trio s'insurge dans un premier temps avant d'accepter de revoir sa copie, remixant certaines chansons avec Scott Litt en mai 1993 dans son studio de Seattle. 
DGC Records fait de nouveau peu de promotion pour l'album afin d'éviter la surmédiatisation. Il se trouve confronté au refus de certains supermarchés de le vendre à cause de la présence d'un fœtus sur le dos de la pochette et du titre subversif Rape Me (litt. « Viole-moi »). Équilibré entre chansons punk et mélodies pop, les paroles d'In Utero se rapportent presque toutes à la maladie et à la souffrance, reflet de l'état de santé de son compositeur, bien qu'il ne le reconnaisse pas.
La presse est globalement moins élogieuse que pour l'album précédent, même si l'accueil reste bon, le son brut et abrasif étant régulièrement mis en avant. Ces critiques mitigées ne l'empêchent pas d'atteindre les sommets des classements de ventes en France et au Royaume-Uni et d'obtenir des certifications dans un grand nombre de pays, avec notamment plus de 5 millions de copies écoulées aux États-Unis. Les tournées qui suivent la sortie du disque sont chaotiques du fait de l'état de santé de Cobain, qui se dégrade jusqu'à atteindre le point de non-retour lorsqu'il fait une première tentative de suicide le 4 mars 1994 à Rome, avant d'être rapatrié chez lui où il mettra fin à ses jours un mois plus tard.

## Genèse

### Contexte
Nirvana est un groupe originaire d'Aberdeen, dans l'État de Washington, créé par Kurt Cobain et Chris Novoselic, dont le premier album studio, Bleach, sort sur Sub Pop en 1989 avec Chad Channing comme batteur. Après le passage de plusieurs batteurs au sein du groupe, Dave Grohl, ex-Scream, est engagé en octobre 1990 fixant pour de bon la formation. Le trio enregistre alors avec Butch Vig leur deuxième album, Nevermind, aux studios Sound City de Van Nuys, près de Los Angeles, dont la sortie en septembre 1991 dépasse toutes les attentes du label DGC Records. L'album s'est vendu à plus de 5 millions de copies à l'été 1992, et Nirvana occupe le devant de la scène musicale mondiale, rendant populaire le grunge et le rock alternatif en général. Kurt Cobain et sa désormais femme Courtney Love font également régulièrement la une des journaux pour leurs frasques et leur consommation excessive de drogues.

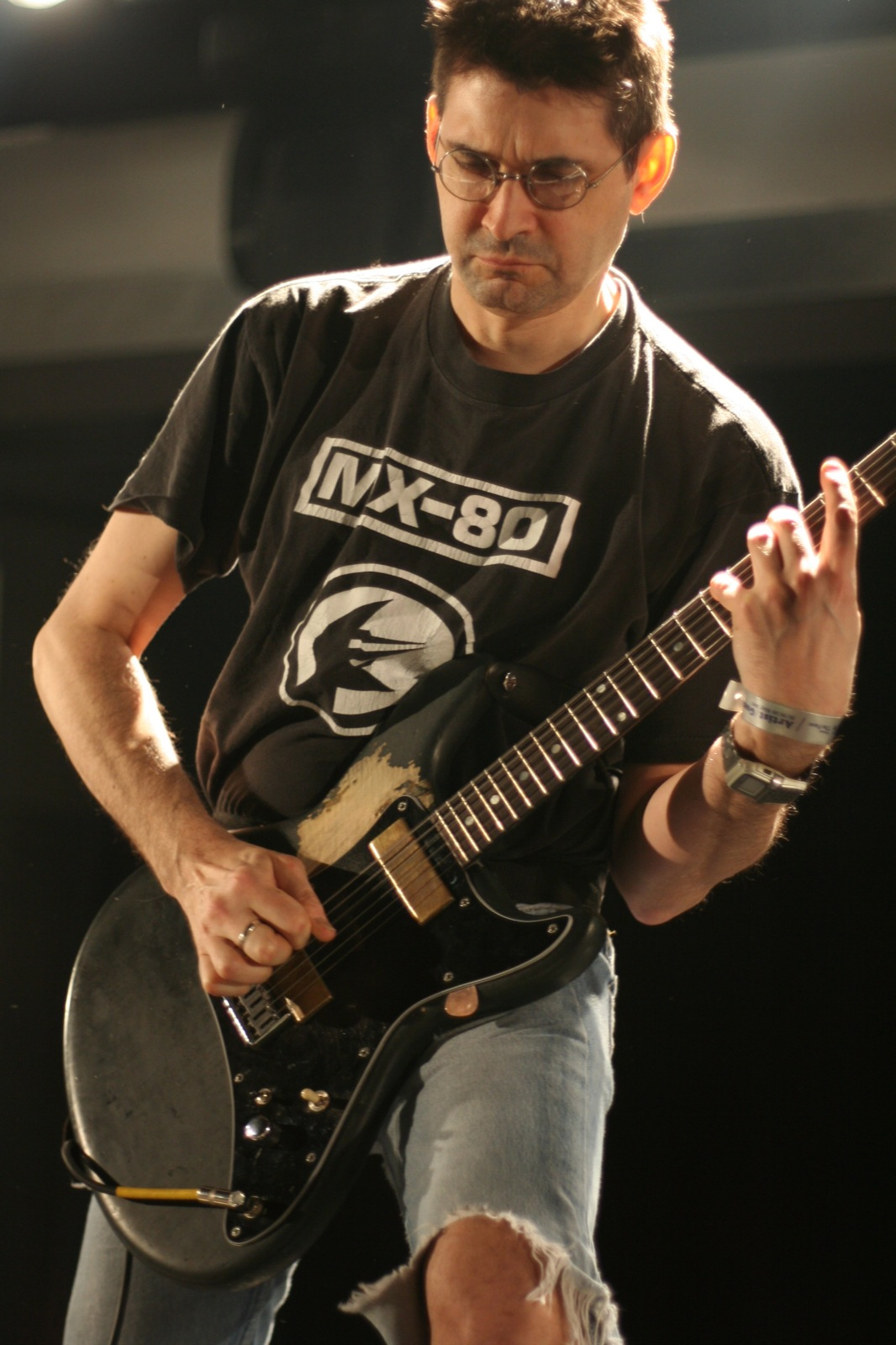
Steve Albini, producteur réputé pour son son abrasif.

Trouvant le son de Nevermind trop lisse, le groupe souhaite revenir au son et à l'intensité primale de Bleach pour son prochain album, en y ajoutant leur maturité,. Kurt Cobain évoque même lors d'une interview à Rolling Stone début 1992 un album qui ira d'un extrême à l'autre : « ce sera plus brut sur certaines chansons tandis que d'autres morceaux seront de la pop très douce ». Le chanteur, qui a déjà entamé la composition de la base de la plupart des chansons dans son appartement au printemps, souhaiterait commencer à travailler dessus avec le reste du groupe à partir de l'été, mais les trois musiciens vivent désormais dans des villes différentes : Dave Grohl est retourné en Virginie, Krist Novoselic vit avec sa femme à Seattle et Kurt Cobain attend la naissance de sa fille Frances Bean Cobain avec Courtney Love à Los Angeles. Alors que le batteur se sent de plus en plus isolé et qu'il a le sentiment d'être exclu de la vie du groupe, il reçoit une lettre du chanteur qu'il considère comme « inestimable » et dans laquelle celui-ci lui dit qu'il est impatient de retrouver les studios.
En juillet, Kurt Cobain fait part de sa volonté d'enregistrer avec Jack Endino, producteur de Bleach, et Steve Albini, leader de Big Black et de Rapeman mais aussi producteur de Surfer Rosa des Pixies. Il explique qu'il utiliserait les meilleurs morceaux de ces sessions pour le prochain album. Le groupe effectue d'ailleurs une session avec Jack Endino à Seattle les 26 et 27 octobre au cours de laquelle six titres sont enregistrés, dont une version chantée de Rape Me,. Endino ne souhaite cependant pas prendre la responsabilité des séances du nouvel album, remarquant d'ailleurs que le trio ne demande pas spécialement son aide pour leur disque, et Kurt Cobain fait donc appel à Steve Albini,. Ce dernier est réputé pour le son « abrasif presque corrosif qui magnétise les auditeurs » sur les albums qu'il produit.
Ne pouvant publier de nouvel album à la fin de l'année 1992, DGC Records sort le 15 décembre la compilation Incesticide, qui rassemble des titres enregistrés au cours des cinq dernières années et un livret complet où Kurt Cobain évoque principalement ses préférences musicales. En parallèle, le label réédite Bleach, leur premier album studio, en collaboration avec Sub Pop afin de profiter pleinement du succès planétaire de Nirvana. Lors de leur passage au Brésil pour le festival Hollywood Rock, le groupe se rend dans un studio de la ville avec leur ingénieur du son Craig Montgomery et y enregistre quelques démos, dont Gallons of Rubbing Alcohol Flow Through the Strip, la chanson cachée d'In Utero. Le lendemain, le 23 janvier, au Praca Da Apoteose Stadium de Rio de Janeiro, ils jouent pour la première fois en public Scentless Apprentice et Heart-Shaped Box.

### Enregistrement
Kurt Cobain et Steve Albini échangent beaucoup par fax pour préparer le terrain, discutant de la direction qu'ils souhaitent que l'album prenne, la nécessité d'avoir un son rugueux et des sessions en prise directe. Ils s'imposent d'entrée une durée maximale de quinze jours pour l'enregistrement de l'album. Se méfiant de DGC Records, le producteur propose que les membres du groupe payent eux-mêmes les sessions, ce qu'ils acceptent. L'album est facturé 180 000 $ au total, dont 24 000 $ pour la location du studio, 100 000 $ pour les services de Steve Albini et le reste pour l'enregistrement. Alors que Gold Mountain, la société qui gère le groupe, souhaite qu'il perçoive un pourcentage sur les ventes, celui-ci refuse, considérant cette pratique immorale et comme « une insulte à l'artiste » alors qu'il aurait pu toucher au moins cinq fois plus,. Pour l'enregistrement, le trio a réservé le studio Pachyderm à Cannon Falls, un village à une soixantaine de kilomètres de Minneapolis, dans le Minnesota, sous le nom de Simon Ritchie Bluegrass afin d'éviter tout contact médiatique. L'appellation de Simon Ritchie est un clin d'œil au nom original de Sid Vicious, le bassiste des Sex Pistols,.

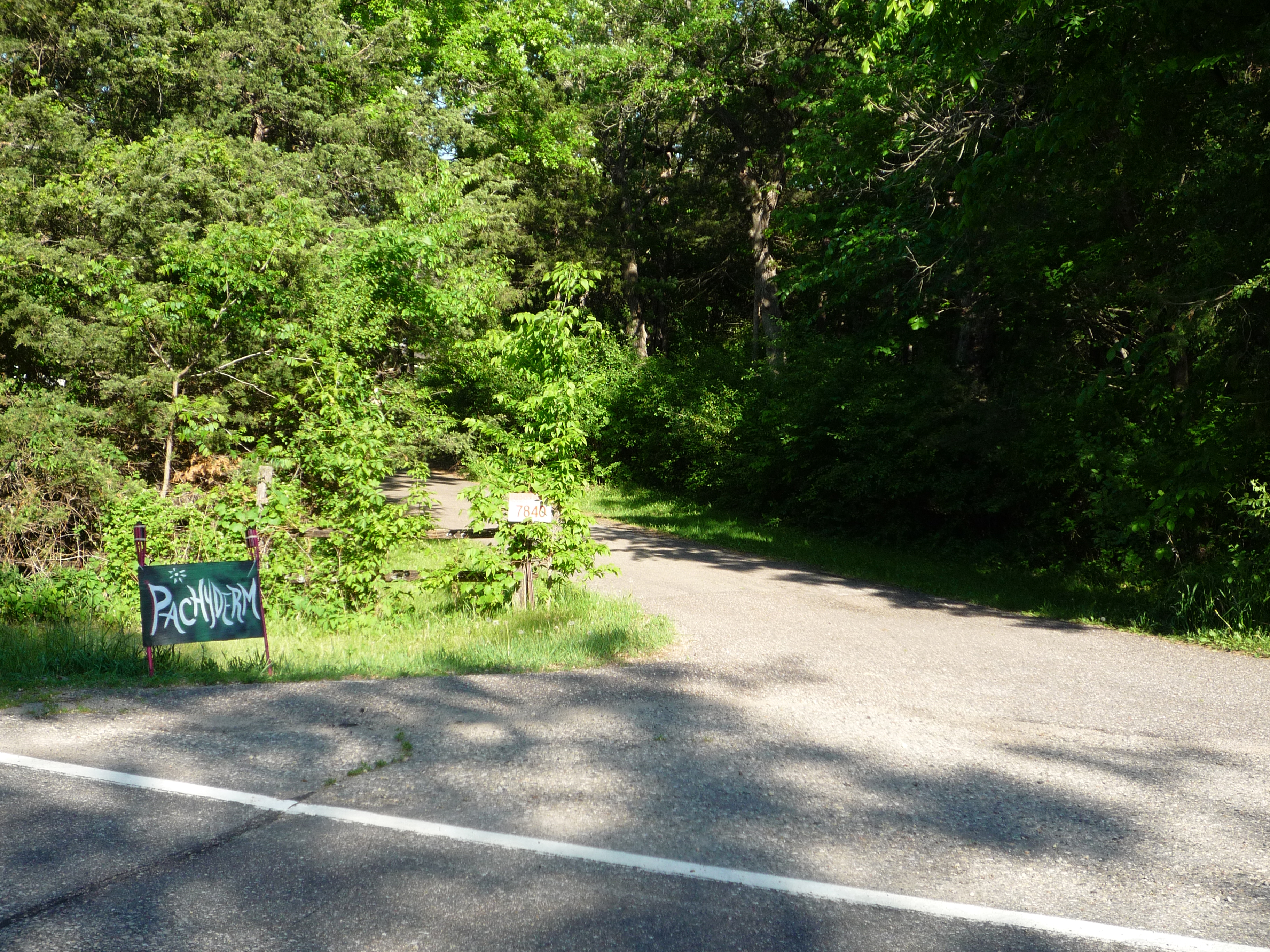
Entrée du studio Pachyderm, lieu reclus dans le Minnesota où Nirvana enregistre In Utero.

En février 1993, Nirvana se rend au studio et rencontre Steve Albini physiquement pour la première fois. Quand ils discutent de l'orientation de l'album, le producteur note « qu'ils souhaitent faire exactement le genre de disque qu'il aime produire ». Le groupe loge dans les sous-sols du studio pendant la durée des sessions, des conditions que Krist Novoselic compare au goulag : « il y avait de la neige dehors, on ne pouvait aller nulle part. On pouvait juste travailler ». Seuls Steve Albini et Bob Weston, l'ingénieur assistant, accompagnent le groupe durant la grande majorité des sessions car ce dernier a clairement précisé à DGC Records qu'il ne souhaitait pas être dérangé pendant l'enregistrement de l'album, refusant d'ailleurs de montrer le travail en cours à l'A&R du label. De plus, le producteur demande aux trois musiciens de ne plus être en contact avec les personnes extérieures car il estime que l'entourage du trio est « le plus gros tas de merde qu'il ait jamais rencontré ». Le groupe étant venu au studio sans son matériel, il doit attendre trois jours avant que celui-ci arrive.
Les premiers enregistrements commencent le 13 février et le rythme est rapidement très soutenu : ils travaillent de midi à minuit, ne s'accordant que deux pauses pour le déjeuner et le diner,. En dehors de Very Ape et Tourette's, les chansons les plus rapides, les morceaux sont enregistrés avec les trois musiciens ensemble en direct et sans aucun effet. Pour les deux autres, la batterie est entourée de trente micros et enregistrée séparément dans une cuisine pour sa réverbération naturelle. Kurt Cobain ajoute ensuite des passages supplémentaires à la guitare sur la moitié des chansons, ainsi que des solos de guitare et enfin le chant. Les sessions sont tellement productives que le groupe ne jette aucune bande et garde tout sur cassette. La distorsion de la guitare bon marché de Kurt Cobain provient d'un ampli dont la plupart des tubes ne fonctionnent pas. Lors de l'enregistrement de Heart-Shaped Box, Cobain décide au dernier moment d'ajouter un « solo bourré d'effets superflus » qui brise la mélodie. Novoselic proteste, qualifiant le procédé d'« avortement monstrueux », mais doit s'incliner devant les discours de Cobain et d'Albini dénonçant la musique commerciale. Le bassiste finira néanmoins par avoir gain de cause quelques mois plus tard quand le morceau sera retravaillé et le solo supprimé.
Steve Albini se montre exigeant dans le placement des micros et le niveau d'enregistrement. Il se justifie en précisant qu'« il n'y a pas eu de tours de passe-passe. Enregistrer un disque est un procédé très direct. Ce n'est pas de la magie noire. Il suffit de mettre un micro et d'écouter le résultat. Si ce n'est pas bon, il suffit d'en changer. Afin de savoir où les placer et quoi en faire, il faut avoir quelques bases concernant l'acoustique, l'électronique et les interactions du son dans le studio. C'est là que l'expérience fait la différence ». Mais il se rend vite compte de sa faible utilité en tant que producteur et se sent mieux comme ingénieur du son tant le trio est capable de juger de la qualité de ses prises : « Cobain savait ce qui était bon et ce qui ne l'était pas. […] Il était capable de faire de gros efforts pour améliorer ce qui n'allait pas ». Il enregistre d'ailleurs le chant en un seul jour sur environ sept heures, tandis que la totalité de l'enregistrement se fait en six jours,. Le chanteur avait anticipé car il pensait que le confinement leur monterait à la tête, mais également que de possibles désaccords avec Steve Albini pourraient survenir car il avait la réputation d'être un « connard sexiste », mais finalement, il dira par la suite que « ce sont les plus faciles de notre carrière. […] À ma surprise, il s'est montré très amical et facile à vivre ». Albini justifie cela par le fait que « c'était le même type de personnes que moi. Je les admirais et je les respectais ». Après une semaine, Courtney Love vient voir Kurt Cobain parce qu'il lui manquait, altérant l'ambiance dans le studio. La petite amie de Bob Weston et directrice des lieux explique que sa venue a créé des tensions car elle critiquait leur travail et allait au conflit avec tout le monde, dont une violente altercation avec Dave Grohl,.

### Mixage et controverses
Un premier mixage de l'album est réalisé en cinq jours, une durée relativement rapide par rapport aux standards de Nirvana mais pas pour Steve Albini, qui a pour habitude d'effectuer ce type de travail en une ou deux journées. Mais lorsqu'ils n'arrivent pas au résultat escompté, ils passent le reste de la journée à regarder des vidéos sur la nature et faire des blagues téléphoniques. Ils terminent l'album le 26 février et envoient alors les bandes aux responsables de Geffen, à Gold Mountain et à leur entourage. Les retours sont négatifs : pour eux, c'est un album « inaudible » avec « des paroles pas à la hauteur », « trop d'effets sur la batterie et une voix enfouie » que les radios n'accueilleront probablement pas à bras ouverts,. Les médias s'emparent alors de l'affaire, font monter la pression et Steve Albini est rapidement traîné dans la boue pour « avoir bousillé le disque de Nirvana ». Le producteur estime que « des gens qui ne sont ni moi, ni le groupe ont réussi à transformer la réalisation d'In Utero en une bataille émotionnelle assez malsaine. Et l'éthique journalistique qui a pesé sur ce projet était douteuse et fâcheuse. Quelqu'un a eu peur que cet excellent album soit imparfait. Alors ils ont préféré en faire un album moyen ». Peu de gens de DGC Records et Gold Mountain approuvaient au départ le choix de Steve Albini comme producteur alors que Kurt Cobain a senti que derrière ces jugements, il y avait un message qui ressemblait à « jette tout et recommence à zéro ». Il le confie d'ailleurs, énervé, à Michael Azerrad : « j'aurais dû ré-enregistrer ce disque et faire la même chose que l'année dernière. […] Bien sûr qu'ils veulent un autre Nevermind, mais je préfèrerais mourir plutôt que faire ça. C'est exactement le type de disque que j'achèterais si j'étais un fan et que j'apprécierais avoir ». Cependant, quelques amis du groupe apprécient l'album et Nirvana est alors convaincu qu'il faut le publier ainsi en avril 1993.
Mais les nombreuses critiques finissent par faire douter les trois musiciens et finalement, Kurt Cobain l'admet également : « la première fois que je l'ai écouté à la maison, j'ai senti que quelque chose n'allait pas. Je n'avais même pas envie de l'écouter à nouveau la première semaine. Il ne me procurait aucune émotion ». Le groupe en vient à la conclusion que la basse et le chant sont inaudibles. Ils se tournent alors vers Steve Albini pour remixer l'album, mais celui-ci refuse car Kurt Cobain voulait faire un disque qu'il pourrait brandir fièrement et dire : « je sais qu'il est bon et vos doutes n'ont désormais plus de raison d'être ». Seulement, le producteur n'a pas le sentiment que le chanteur puisse y arriver. Le groupe espère néanmoins que les inquiétudes au sujet de l'album cesseront avec le matriçage de Bob Ludwig dans son studio de Portland. Krist Novoselic est ravi du résultat, mais pas Kurt Cobain, qui trouve encore que le son n'est pas parfait.

Scott Litt remixe en mai 1993 les deux singles de l'album avant leur sortie.

Peu après, Steve Albini avoue au Chicago Tribune qu'il a des doutes que l'album paraisse entièrement par Geffen. Le magazine Newsweek publie un article dans lequel il est dit que l'album ne peut sortir ainsi et qu'il devrait être refait. Nirvana réagit en envoyant une lettre au journal où il est écrit que le groupe ne subit aucune pression de la part du label et que l'auteur de l'article se base sur des sources sans fondement. Une copie de cette lettre est également envoyée au Billboard. En parallèle, le directeur de DGC Records déclare que le label publiera tout ce que le groupe lui proposera. Le fondateur du label David Geffen appelle même personnellement Newsweek pour se plaindre de l'article. Steve Albini admettra quelques années plus tard qu'il avait parlé d'une situation qui le dépassait et « dans l'ignorance de certains détails puisqu'il n'était pas présent lors des discussions du groupe avec le label. Tout ce que je sais, […] c'est que nous avons fait un disque, tout le monde en était content. Quelques semaines plus tard, j'ai entendu qu'il n'était pas publiable et que tout était à refaire ».
Nirvana souhaite alors retravailler certaines chansons avec le producteur Scott Litt, dont la production sur Automatic for the People de R.E.M. a été fortement remarquée. Le groupe désire aussi en remixer avec Andy Wallace, qui a déjà effectué cette tâche sur Nevermind, mais Steve Albini proteste violemment, arguant que le groupe avait un accord avec lui et qu'aucune chanson ne pouvait être modifiée sans son accord. Il refuse d'ailleurs au début de donner les bandes à Gold Mountain mais cède finalement quand Krist Novoselic l'appelle. Entre une nouvelle overdose et une arrestation de son chanteur, le trio décide de retravailler Heart-Shaped Box et All Apologies au studio Bad Animals de Seattle en mai 1993 avec Scott Litt. Kurt Cobain retire I Hate Myself and Want to Die de l'album car il considère qu'il y a déjà trop de chansons « bruyantes » et surtout qu'il risquerait de provoquer des suicides chez les fans du groupe. La nouvelle production et le matriçage sur les deux futurs singles de l'album augmentent le volume de la voix d'environ 3 dB et remettent plus la basse et les guitares en arrière-plan,. Déçu par le disque, Steve Albini est critique vis-à-vis de celui-ci estimant que « le résultat final, celui qui est vendu, n'a pas tout à fait le même son que ce que nous avions fait. Même si c'est toujours eux qui chantent et jouent leurs chansons, la qualité de la musique n'est plus la même »,.

## Parution et réception

### Succès commercial
In Utero est publié le 13 septembre 1993 au Royaume-Uni, puis une semaine plus tard, le 21, aux États-Unis,. Afin d'éviter la surmédiatisation de l'album, DGC Records fait peu de publicité pour celui-ci, adoptant la même stratégie que pour Nevermind. Le label se concentre d'ailleurs sur les milieux alternatifs et ne le produit dans un premier temps qu'en vinyle et en cassette dans une édition limitée à 25 000 exemplaires. Il est ensuite également diffusé en CD des deux côtés de l'Atlantique. Aucun single n'est ainsi publié de façon commerciale : Heart-Shaped Box puis All Apologies sont uniquement envoyés aux stations de radio de campus universitaires ou orientées rock. Le premier, dont la face B est la chanson composée par Dave Grohl Marigold, est distribué à partir d'août 1993, tandis que le second, accompagné du sulfureux Rape Me, l'est à partir de décembre. Pennyroyal Tea était destiné à être le troisième single de l'album, mais la mort de Kurt Cobain stoppe la procédure et seulement quelques copies se sont écoulées en Allemagne, les autres étant détruites.
Les chaînes de magasins Wal-Mart et Kmart refusent quant à elles de vendre l'album à cause de la présence de fœtus sur le dos de la pochette et du morceau Rape Me, dont le titre est douteux,,. DGC Records imprime alors un tirage spécial avec des illustrations modifiées et le nom de la chanson Rape Me remplacé par Waif Me. Kurt Cobain et Krist Novoselic acceptent ce compromis car adolescents, ils ne pouvaient acheter leur musique que dans ce type de supermarchés familiaux, Aberdeen étant dépourvue de véritables magasins de disques. Ils souhaitent donc que les mineurs qui désirent se procurer leurs albums puissent ainsi le faire,.
Le groupe espère néanmoins avoir moins de succès avec cet album, Kurt Cobain avouant qu'ils sont « certains de ne pas vendre le quart de ce qu'ils avaient vendus avec Nevermind et que cela leur va très bien puisqu'il préfère largement ce nouvel album ». Pourtant, In Utero débute directement à la première place du Billboard 200 avec plus de 180 000 disques écoulés dès la première semaine, et atteint également les sommets des classements britannique et suédois. En France, il se classe à la 2e place. Il est depuis certifié cinq fois disque de platine aux États-Unis, soit plus de 5 millions de copies vendues, et six fois de la même récompense au Canada, correspondant à plus de 600 000 exemplaires écoulés dans ce pays. En France, il accède également au disque de platine avec plus de 300 000 ventes, tandis qu'il est disque d'or dans plusieurs autres pays du monde. L'album est aussi nommé dans la catégorie « Meilleur album alternatif » aux Grammy Awards en 1994.
Pour le vingtième anniversaire de la sortie d'In Utero, une version remastérisée avec plus de soixante-dix morceaux, dont des faces B, des démos et des enregistrements live est annoncée. Cette édition, qui doit sortir le 23 septembre 2013, proposera également l'intégralité du concert Live and Loud enregistré par MTV le 13 décembre 1993 au Pier 48 de Seattle et inédit dans son intégralité jusque-là.

### Accueil critique
In Utero est relativement bien accueilli par la presse bien qu'elle soit moins élogieuse que pour Nevermind. Le son plus brut que sur ce dernier est d'ailleurs souvent cité dans les critiques. Ainsi, Ben Thompson, de l'Independent, estime que malgré des chansons plus abrasives, « l'album est bien plus proche de la réussite que de l'échec » et qu'il est « finalement loin de l'inaudible cauchemar punk-rock que le groupe nous avait promis ». De même, David Fricke, journaliste du Rolling Stone, considère l'album comme « génial, corrosif, enragé et réfléchi », symbole du « triomphe de la volonté » du trio de revenir à un son plus « underground ». Robert Christgau, qui lui a d'abord attribué un A- avant de revoir son avis pour lui mettre un A, abonde aussi dans ce sens, notant que le son est plus puissant, qu'il y a plus de guitares, et que malgré tout, le disque a de meilleures chansons que son prédécesseur. Il préfère néanmoins un petit peu plus Nevermind à In Utero.
John Mulvey, pour le NME, voit dans ce retour aux sources le reflet de la santé mentale du chanteur : « chancelante, insatisfaite et incapable de se réconcilier avec soi-même ». Il considère d'ailleurs que celui-ci devrait en être fier, mais ajoute néanmoins qu'après « l'un des meilleurs albums de ces dix dernières années, In Utero n'est pas à sa place ». David Browne, du Entertainment Weekly, note une forte haine de la part de Kurt Cobain sur ce disque, conduisant à une musique « hypnotisante, cathartique mais sans relâchement, car le groupe ne veut pas tomber dans ce cliché ». Christopher John Farley, du Time, résume en quelque sorte l'état d'esprit général en approuvant la volonté de Nirvana de ne pas céder à la tentation de faire de la musique de grande écoute. Il précise qu'une nouvelle fois, ce sera probablement le public qui viendra à eux.
Stephen Thomas Erlewine qualifie d'« envoûtante » l'écriture des chansons, considérant le travail du compositeur comme très bon et regrette à ce titre la sur-production de certaines chansons qui les rendent joyeuses alors qu'en réalité, elles cachent le désespoir de Cobain. Il voit l'album comme « la lettre d'adieu de Kurt Cobain pour le public ». Le journaliste de la BBC abonde dans ce sens, évoquant un disque « puissant, personnel, psychologique, physiologique, scatologique, paranoïaque, frénétique et épuisant, merveilleusement honnête, drôle, poétique, maladif, désarmant, affligeant, bouleversant et mettant terriblement mal à l'aise. Et tellement bon ». Raziq Rauf, de Drowned in Sound, remarque que le groupe a mûri, que la musique est plus développée et variée que précédemment. Il pense d'ailleurs que le disque aurait largement sa place parmi les productions d'aujourd'hui. Sputnikmusic note qu'un grand nombre de paroles sont malgré tout difficiles à déchiffrer tant les sens peuvent aller à Kurt Cobain. Il ajoute qu'« avec un groupe comme Nirvana, vous ne pouvez pas vraiment juger sur la technique » tant les musiciens sont talentueux, précisant que c'est probablement un des albums qui colle le mieux avec les années 1990.
L'album figure parmi les meilleures publications de l'année de plusieurs magazines. Ainsi Rolling Stone le place en tête de son classement, tandis que sur le sondage Pazz & Jop de The Village Voice, il occupe la seconde position. Il figure également dans les « 10 meilleurs albums de l'année » du New York Times.

### Tournée

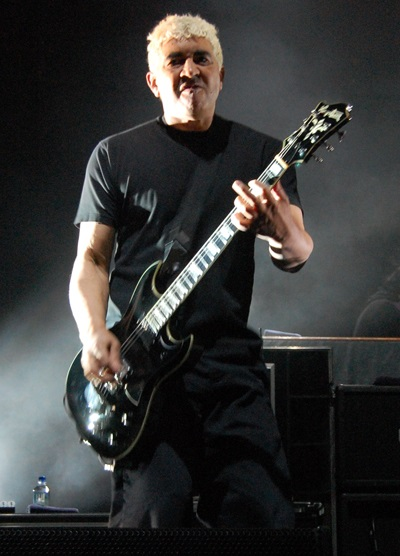
Pat Smear, ancien guitariste des Germs recruté par Kurt Cobain pour le soulager de certaines portions de guitares, est très rapidement considéré comme le quatrième membre du groupe.

Nirvana interprète pour la première fois les chansons d’In Utero lors d'un événement organisé par Chris Novoselic au Cow Palace de San Francisco le 9 avril 1993 afin de dénoncer les viols perpétrés en Yougoslavie, son pays d'origine, et récolter des fonds. Le bassiste décide d'ailleurs de se faire désormais appeler Krist pour marquer ses origines croates. Ils sont accompagnés de L7 et des Breeders lors de cette soirée. Le groupe ne donnera que trois autres concerts au cours de l'été : le 23 juillet au Roseland Ballroom de New York lors du New Music Seminar, le 6 août au King Theatre de Seattle et le 8 septembre à Hollywood pour un concert caritatif intitulé Rock Against Rape. Leur première performance s'effectue après une nouvelle overdose de Kurt Cobain juste avant de monter sur scène et a pour but de présenter le nouvel album à un public de professionnels. Ce spectacle marque également une première pour le trio puisqu'il met en scène un interlude acoustique, auquel participe la violoncelliste Lori Goldston. Leur deuxième concert doit apporter des fonds pour mener l'enquête sur l'assassinat de Mia Zapata, chanteuse du groupe local The Gits, et est aussi la dernière performance de Nirvana en trio. En effet, quelques jours plus tard, le chanteur invite Pat Smear, l'ancien guitariste des Germs, à une de leurs répétitions et celui-ci est rapidement considéré comme le quatrième membre du groupe. Il permet ainsi à Kurt Cobain d'avoir plus de libertés sur scène, sans avoir à se soucier de certaines portions de guitares devenues ingérables. Lors du troisième spectacle, le leader du groupe rejoint sa femme Courtney Love sur scène pour y interpréter Pennyroyal Tea et Where Did You Sleep Last Night, dans ce qui sera leur unique performance en commun.
Le désormais quatuor, Pat Smear y effectuant sa première apparition publique, participe pour la seconde fois à l'émission Saturday Night Live le 25 septembre et y joue Rape Me et Heart-Shaped Box. Moins d'un mois plus tard, le groupe entame le 18 octobre à Phoenix une tournée de quarante-cinq dates à travers les États-Unis, dont les premières parties sont assurées par leurs groupes favoris, tels que The Breeders, Shonen Knife, Butthole Surfers ou Meat Puppets,. Alors que les ventes d'albums et de places de concerts sont moins élevées que prévu, Nirvana accepte de jouer pour l'émission MTV Unplugged, au cours de laquelle les chansons sont jouées en acoustique. Proposant reprises et chansons de leur répertoire, ils s'approprient totalement le concept de l'émission et montrent ainsi une nouvelle facette du groupe. Diffusé le 12 décembre 1993, leur passage notamment marqué par les morceaux All Apologies, The Man Who Sold the World (reprise de David Bowie) et Where Did You Sleep Last Night de Leadbelly relance les ventes d’In Utero, ainsi que les audiences de l'émission,. L'enregistrement de cette performance est ensuite publié en novembre 1994 sous le nom de MTV Unplugged in New York.
Après leur dernier concert sur le sol américain, le 8 janvier au Center Arena de Seattle, Kurt Cobain souhaite enregistrer de nouveaux morceaux alors que Dave Grohl et Krist Novoselic ont visité un nouveau studio nommé Bob's Bunker. Ils le réservent alors du 28 au 30 janvier 1994. Le chanteur n'arrive que le dernier jour, dans l'après-midi, mais apprécie ce qui ressort de la session commencée sans lui. Il apporte sa voix sur une chanson d'abord intitulée Kurt's Tune #1 puis You Know You're Right, qui devient le titre du groupe enregistré le plus rapidement. Kurt Cobain s'absentant de nouveau, le bassiste et le batteur continuent leur jam session instrumentale, au cours de laquelle le second finalise trois morceaux des futurs Foo Fighters. Bien qu'une seule chanson ne ressorte des enregistrements, ils réservent de nouveau le studio pour le mois d'avril, après leur tournée européenne.
Nirvana commence son voyage en Europe par un passage dans l'émission Nulle part ailleurs sur Canal+ le 4 février. Le groupe se produit ensuite à Lisbonne, à Toulon, à Toulouse et au Zénith de Paris le 14 février. Devant renouveler leur performance le lendemain dans la même salle, ils annulent finalement le concert et s'adonnent à une séance de photos sous les ordres de Youri Lenquette, où Kurt Cobain pose avec un revolver en plastique dans la bouche, tel un signe prémonitoire. Ils jouent ensuite à Rennes et à Grenoble avant de donner un ultime spectacle télévisuel pour la Rai le 23 février, puis se produisent à Ljubljana, dans l'ex-Yougoslavie chère à Krist Novoselic. Les trajets entre les différentes salles se font par bus et une scission entre les membres du groupe est clairement apparente : Dave Grohl et Krist Novoselic sont dans un bus, tandis que Kurt Cobain, Pat Smear et Alex MacLeod, le gérant de la tournée, sont dans un autre. Le batteur, récemment marié à Jennifer Youngblood, profite de ce voyage pour faire sa lune de miel en Irlande.
Le 1er mars, Melvins ouvre pour le concert au Terminal Eins de Munich. Krist Novoselic conclut leur performance en plaisantant avec la foule : « nous ne jouons pas dans une salle énorme ce soir, car notre carrière est déclinante. Nous sommes sur la voie de garage. Le grunge est mort, Nirvana est fini. Notre prochain album sera un disque de hip-hop ». Les deux dernières dates en Allemagne sont annulées à la suite du diagnostic du médecin : le chanteur est doublement atteint d'une bronchite et d'une laryngite. Se reposant avec sa femme Courtney Love à Rome, il fait une première tentative de suicide le 4 mars dans la capitale italienne en mélangeant du champagne et une cinquantaine de comprimés de Rohypnol. Sauvé in extremis après un coma de vingt heures, il est rapatrié dans son manoir aux États-Unis, où il se réfugie et menace d'en finir. Ses armes lui sont confisquées par la police le 18 mars et il est admis pour une cure de désintoxication à l'Exodus Recovery Center de Los Angeles le 30. Il s'en échappe le lendemain afin de prendre un avion en direction de Seattle où il se donne la mort le 5 avril, son corps étant retrouvé trois jours plus tard par un électricien venu installer une alarme.

## Caractéristiques artistiques

### Thèmes et composition
Le groupe et Steve Albini désiraient changer de Nevermind, en revenant notamment à un son plus brut comme à leurs débuts sur Bleach. Le producteur trouve d'ailleurs que le précédent album de Nirvana ressemble à « un enregistrement qu'on a voulu beaucoup trop contrôler et mixer pour qu'il puisse passer à la radio. […] Ce qui est, à mon sens, peu flatteur pour un groupe de rock ». Pour cela, il fait enregistrer Kurt Cobain séparément dans une pièce avec de l'écho et refuse de se servir du re-recording puisqu'il considère que le chanteur a déjà suffisamment de puissance dans la voix : « son chant est vraiment sec et lourd à la fin de Milk It, […] ou sur Rape Me. Il voulait d'ailleurs sur cette dernière que son cri recouvre le son de la musique ». La batterie de Dave Grohl est également enregistrée dans une pièce séparée où une trentaine de micros sont placés tout autour de l'instrument afin de capter la réverbération naturelle de la salle. Steve Albini justifie ce choix : « mettez un bon batteur devant une batterie et vous obtiendrez un bon son. Vous n'aurez qu'à enregistrer et vous aurez fait votre boulot ». Cependant, malgré le respect que porte le producteur aux capacités du batteur, la production finale ne le met pas en valeur, « le son donnant l'impression par moments qu'il frappe sur une boîte en carton détrempée ».
Comme souhaitée par Kurt Cobain, la musique d'In Utero est à la fois plus abrasive, mais paradoxalement plus accessible que sur le précédent album. Tel le reflet de son état de santé, « le son Beatlesque de Dumb cohabite avec le punk de Milk It, tandis qu'All Apologies est à mille lieues de la furie Scentless Aprentice. C'est comme s'il avait tenté de mélanger ses instincts punk et pop de façon harmonieuse. En vain. C'est la guerre ». Krist Novoselic est d'accord avec Michael Azerrad, estimant que l'album montre une « face plus artisanale et agressive » du groupe, ajoutant que ce n'est pas nouveau : « il y a toujours eu des chansons comme About a Girl et d'autres telles que Paper Cuts… Nevermind se rapprochait plus d'About a Girl tandis que celui-ci va plus vers Paper Cuts ». L'avis du chanteur diverge puisqu'il ne croit pas que le disque soit « plus rugueux ou plus émotionnel que les précédents », mais explique que le groupe oriente sa musique sur une voie plus expérimentale et plus agressive depuis plusieurs mois, arguant que plusieurs chansons ont été écrites plusieurs années auparavant,. Krist Novoselic note que les singles de l'album sont comme des « échappatoires » au son plus abrasif d'In Utero et complète lors d'une interview que les auditeurs ne découvriront la « nature agressive du son qu'une fois qu'ils auront écouté l'album, un véritable album de rock alternatif ».
Alors que la tendance est à des titres de chansons se réduisant à un seul mot, Kurt Cobain favorise au contraire les noms à rallonge tels que Frances Farmer Will Have Her Revenge on Seattle. Il reconnaît aussi avoir écrit des paroles « plus construites autour de thèmes », contrairement aux deux précédents albums. Michael Azerrad estime que celles-ci sont en revanche plus directes, moins impressionnistes et qu'elles se réfèrent toutes à une maladie ou une souffrance. Les thèmes nihilistes, l'inadéquation sociale et la frustration du compositeur laisse d'ailleurs percevoir ses premières intentions suicidaires. Pour cela, celui-ci s'appuie sur ses lectures : Frances Farmer Will Have Her Revenge on Seattle s'inspire de la biographie de l'actrice Frances Farmer parue en 1987, tandis que Scentless Apprentice renvoie au Parfum, un roman historique de Patrick Süskind décrivant la vie d'un jeune apprenti spécialisé dans le parfum tuant de jeunes femmes vierges afin d'en tirer l'essence et en faire le « parfum ultime ». En 1993, il dit que « la plupart des chansons lui sont impersonnelles ». Le biographe du groupe et Dave Grohl ne partagent cependant pas cet avis, ce dernier expliquant qu'« une grande partie de ce qu'il écrit est lié aux épreuves qu'il traverse. Ce n'est plus de la colère adolescente, mais l'angoisse d'une rock star ». Kurt Cobain tente de minimiser cela, évoquant une vie pas si excitante qu'elle en a l'air et invoquant une volonté de ne pas écrire de chansons où sa haine des médias transparaît clairement. Bien que Rape Me semble contredire ses propos, il dit l'avoir composé bien avant que ses problèmes de drogues ne soient rendus publics mais reconnaît que le morceau se prête aussi très bien à cette vision des choses. Serve the Servants se rapporte également à sa vie, la difficulté avec laquelle il essaye d'accepter le succès de Nirvana ou encore le divorce de ses parents et le fait qu'il n'a pas eu de père.
Serve the Servants est un des morceaux les plus punk du groupe, chroniquant leur histoire et rejetant toute idée de s'être vendu avec Nevermind. Le chanteur y dit ne pas en vouloir à son père pour le divorce de ses parents, mais qu'il ne souhaite pas non plus le revoir. Titre « plus fascinant qu'immédiatement accrocheur, avec son rythme lancinant, ses solos distordus et la rage froide qui l'habite », la chanson est un véritable règlement de comptes à l'encontre des journalistes qui ont opéré sur son couple un lynchage médiatique. 
Scentless Apprentice est le seul titre de l'album que les trois membres du groupe ont composé ensemble. Basé sur un « riff quasi-militaire », le morceau montre à quel point Kurt Cobain est passionné par la lecture et des auteurs tels que William S. Burroughs, Samuel Beckett ou Patrick Süskind, même s'il a quitté le lycée avant de passer le bac. Qualifiée de « massive, distordue et corrosive », la chanson « n'affiche aucune prétention mélodique » et Cobain s'y complait à aligner des images scatologiques.
Heart-Shaped Box raconte les débuts de l'idylle entre Kurt Cobain et Courtney Love au cours de l'année 1992. Cette dernière a passé la première boîte en forme de cœur au chanteur par l'intermédiaire de Dave Grohl à la fin de l'année 1991 et ils ont poursuivi ce type d'offrandes par la suite, accumulant ces objets dans leurs résidences. La chanson évoque donc leur relation « douce-amère ». Remixée par Scott Litt, elle présente des harmonies douces mais tranchantes au rythme d'une guitare acoustique. Elle commence par une intro « mélodieuse et fragile » avant de se poursuivre par « un refrain explosif et distordu » où Cobain se moque « de son image d'éternel tourmenté insatisfait ». 
Rape Me résume le groupe à elle seule : des accords comme sur Smells Like Teen Spirit et un thème proche de celui de Polly. Écrit en juin 1991 à Los Angeles, l'idée est de montrer le féminisme qu'on peut enfouir en soi tout autant que le fatalisme qui résulte d'un viol. Kurt Cobain s'est approprié la chanson au fil du temps, face aux attaques personnelles de la presse. Le dernier couplet de la chanson est d'ailleurs une nouvelle attaque contre les journalistes qui ont « violé sa vie ».
Frances Farmer Will Have Her Revenge on Seattle est emplie de vengeance et de rancœur face à tout ce que le chanteur subit, un peu comme il l'avait fait sur School. Le morceau raconte l'histoire de Frances Farmer, actrice hollywoodienne des années 1930-1940, dont la carrière s'est retrouvée rapidement stoppée à la suite de sa volonté de vouloir changer le système du cinéma. Elle fait même un séjour de plusieurs années en hôpital psychiatrique. Kurt Cobain se retrouve en cette femme et tente d'en faire un hymne à la résistance face à tout ce qu'on leur impose. 
Dumb rappelle, à la manière d'About a Girl, combien le leader du groupe est passionné par les Beatles et « leurs mélodies simples et lumineuses ». Écrite au printemps 1990, la douceur acoustique soulignée par le violoncelle de Kera Schaley illustre une nouvelle maturité acquise depuis Nevermind. Les paroles dressent un portrait ironique des fumeurs de cannabis « crétins et ravis » dont il a fait partie avant de passer à des drogues plus fortes.
Very Ape dénonce le machisme redondant sur la scène rock, comme il l'avait déjà fait sur Mr Moustache. La chanson est d'ailleurs construite autour d'un tempo « urgent qui ne faiblit pas » et n'aurait pas déparé dans Bleach. 
Milk It est un titre bruyant, un déluge sonore qui laisse suffisamment percevoir la mélodie pour que celle-ci reste accessible. Kurt Cobain évoque de nouveau les sécrétions corporelles et les maladies. Il la définit d'ailleurs comme l'avenir de Nirvana, ne se fixant pas à une structure couplet-refrain-couplet et un tempo modéré. Entre son absence de mélodie, son oscillation « entre rage et hystérie contenue » et ses paroles évoquant « l'amour et la codépendance étroitement liés » ainsi que le suicide dans le deuxième couplet, elle est qualifiée d'un des « titres les plus étranges » de l'album. 
Pennyroyal Tea est née dans l'appartement de North Pear Street, à Olympia, que partageaient Dave Grohl et Kurt Cobain. Ce dernier montre une fois de plus sa fascination morbide pour les relents du corps humain en parlant des effets de la tisane à la menthe pouliot, qui aurait des vertus abortives et déclencherait des contractions utérines. Dans le troisième couplet, il cite aussi les anti-acides à la cerise qu'il prend pour diminuer les problèmes intestinaux qui le tourmentent. Il explique qu'il « chante du ventre, de là où se situe la douleur de [son] estomac. La souffrance et la colère viennent de là. À chaque fois [qu'il] a fait une endoscopie, on a trouvé une partie irritée et rouge dans [son] estomac. Mais c'est psychosomatique, tout vient de la colère et des cris ». Dans cette chanson, la révolte qui caractérise Cobain semble faire place à l'abattement et le suicide est évoqué par allusion.
Radio Friendly Unit Shifter s'interroge sur le succès du groupe et met en avant le marketing féroce que l'industrie musicale développe autour. Elle dit clairement que les majors n'aiment que les disques qui passent à la radio et qui se vendent en masse. Kurt Cobain ne l'a jamais souhaité et en est gêné. Il souhaiterait pouvoir sortir de ce système qui le dépasse mais ne sait pas comment faire. Le chant est très en retrait sur ce titre au « son crasseux » dominé par une « batterie métronomique et des guitares distordues ». 
Tourette's caricature le morceau punk et sauvage par excellence, d'une durée dépassant à peine la minute trente et reposant sur les anagrammes de fuck, shit et piss. Le chanteur rend hommage au passage au médecin français qui a diagnostiqué le premier cette maladie dont le principal symptôme est de déverser des insultes et des insanités, tel que lui le fait.
All Apologies bénéficie également d'une touche de violoncelle à la suite du travail de Scott Litt pour qu'elle se rapproche de l'esprit de Automatic for the People, de R.E.M.. Sincère, Kurt Cobain y reconnaît ses faiblesses, ainsi que son respect pour les différentes orientations sexuelles, chantant « tout le monde est gay » d'une voix douce et enjouée, à la limite de l'androgyne. Il démontre une nouvelle fois ses talents de compositeur. Contrairement à une idée répandue, la chanson n'est pas adressée directement à Courtney Love et Frances Bean Cobain mais décrit plutôt une ambiance « paisible, heureuse et confortable » qui leur est dédiée. 
Gallons of Rubbing Alcohol Flow Through the Strip, le morceau caché de l'édition européenne de l'album, tient son origine dans une improvisation faite au Brésil en janvier 1993. Ses paroles sont en apparence incohérentes, mais Cobain y adresse une pique au styliste Perry Ellis qui a lancé une ligne de vêtements grunge, et ce long morceau tourne ensuite au « chaos sonore » où les musiciens se lancent dans des « assauts de décibels dignes de métalleux FM ».

### Titre et pochette
Kurt Cobain souhaite nommer l'album I Hate Myself and I Want to Die, d'après la phrase dont il se sert comme réponse à chaque fois qu'on lui demande comment il va. Il est d'ailleurs « fatigué d'être autant impliqué dans le groupe et qu'autant de gens les prennent autant au sérieux ». Intituler le disque ainsi serait donc un moyen pour lui de faire une blague à ce propos,. Krist Novoselic le convainc alors de changer le titre car il craint de possibles poursuites judiciaires après le suicide de fans du groupe. Ils pensent ensuite à Verse Chorus Verse, qu'ils tirent de l'ancien nom de la chanson Sappy, afin de se moquer de la structure traditionnelle couplet-refrain-couplet, avant de se décider pour In Utero, qui provient d'un poème écrit par Courtney Love.
Comme pour toutes les publications de Nirvana sur DGC Records, c'est Robert Fisher qui en est le directeur artistique. Néanmoins, les idées d'illustrations pour la pochette proviennent de Kurt Cobain, qui « lui donnait en vrac et avec quoi il devait se débrouiller ». Le devant de la pochette est une image d'un mannequin transparent dont on voit l'anatomie (le Transparent Anatomic Manikin) et auquel des ailes d'ange ont été rajoutées. Le dos de celle-ci, réalisée par le chanteur et qu'il décrit comme « un sexe, une femme, l'intérieur d'un utérus, un vagin, la naissance et la mort », représente des fœtus et des bouts de corps sur un lit d'orchidées et de lys. Il a mis en place le montage dans son salon, puis a appelé Charles Peterson, photographe du groupe sur Bleach, afin de capturer la scène. Les titres de chansons et des symboles de The Woman's Dictionary of Symbols and Sacred Objects, de Barbara G. Walker, encadrent la photographie. Bien que récemment devenu père, il explique que la présence de fœtus et de bébés sur le livret de l'album est une pure coïncidence.

## Postérité
Bien qu'ayant eu moins de succès comparé à Nevermind, le son d'In Utero a également moins marqué même si le biographe Charles Cross estime qu'« In Utero est bien meilleur que Nevermind, mais qu'aujourd'hui, il semble littéralement oublié à en juger par les groupes actuels. Et s'il y a un album vendu à plus de quatre millions de copies qui est négligé et sous-estimé, c'est bien In Utero ». En 2003, Pitchfork le place tout de même en 13e position de ses « 100 meilleurs albums des années 1990 », avant d'être classé 94e des « 100 meilleurs albums américains de tous les temps » du magazine Blender l'année suivante. Dans le classement des « 100 meilleurs albums de 1985 à 2005 » de Spin, il occupe le 51e rang, tandis qu'il figure à la 439e place des « 500 meilleurs albums de tous les temps » du magazine Rolling Stone. Il figure aussi parmi Les 1001 albums qu'il faut avoir écoutés dans sa vie, où il est qualifié d'album « inébranlable » et « le plus saisissant de Nirvana », demeurant une référence « alors qu'il s'agit du successeur de Nevermind, référence grunge des années 90 ». Dans son livre, Richard Thomas écrit que c'est « une sorte d'album maudit, car renié par Geffen, puis Albini, puis Cobain, finalement, qui l'aura estimé mal mixé et mastérisé » mais qui « apparaît pourtant comme une suite idéale au Nevermind de 1991 : un condensé de puissance mal assumée et de sincérité à fleur de peau, qui aura à cœur de briser tous les schémas qui avaient été dressés au lendemain de Nevermind. Âpre, rude et épineux, mais aussi incandescent, survolté et volontaire ». En 2013, le NME le place en 11e position des vingt albums les plus marquants de l'année 1993, le décrivant comme « la sombre et intense réaction à l'esthète Nevermind, certainement l'album aussi absolu dépassant les 5 millions de ventes mondiales ».

## Fiche technique

### Versions et éditions
Toutes les chansons sont écrites et composées par Kurt Cobain sauf mention contraire.
| In Utero | In Utero                                        | In Utero                                   | In Utero | In Utero | In Utero | In Utero | In Utero | In Utero | In Utero |
| No       | Titre                                           | Auteur                                     | Durée    |          |          |          |          |          |          |
| -------- | ----------------------------------------------- | ------------------------------------------ | -------- | -------- | -------- | -------- | -------- | -------- | -------- |
| 1.       | Serve the Servants                              |                                            | 3:34     |          |          |          |          |          |          |
| 2.       | Scentless Apprentice                            | Kurt Cobain, Dave Grohl et Krist Novoselic | 3:47     |          |          |          |          |          |          |
| 3.       | Heart-Shaped Box                                |                                            | 4:39     |          |          |          |          |          |          |
| 4.       | Rape Me                                         |                                            | 2:49     |          |          |          |          |          |          |
| 5.       | Frances Farmer Will Have Her Revenge on Seattle |                                            | 4:07     |          |          |          |          |          |          |
| 6.       | Dumb                                            |                                            | 2:29     |          |          |          |          |          |          |
| 7.       | Very Ape (es)                                   |                                            | 1:55     |          |          |          |          |          |          |
| 8.       | Milk It (es)                                    |                                            | 3:52     |          |          |          |          |          |          |
| 9.       | Pennyroyal Tea                                  |                                            | 3:36     |          |          |          |          |          |          |
| 10.      | Radio Friendly Unit Shifter                     |                                            | 4:49     |          |          |          |          |          |          |
| 11.      | Tourette's                                      |                                            | 1:33     |          |          |          |          |          |          |
| 12.      | All Apologies                                   |                                            | 3:50     |          |          |          |          |          |          |
| 41:11    |                                                 |                                            |          |          |          |          |          |          |          |

| Édition Europe | Édition Europe | Édition Europe                             | Édition Europe | Édition Europe | Édition Europe | Édition Europe | Édition Europe | Édition Europe | Édition Europe |
| No             | Titre | Auteur                                     | Durée          |                |                |                |                |                |                |
| -------------- | --- | ------------------------------------------ | -------------- | -------------- | -------------- | -------------- | -------------- | -------------- | -------------- |
| 12.            | All Apologies (0:00 - 3:50) blanc (3:50 - 24:00) Gallons of Rubbing Alcohol Flow Through the Strip (24:00 - 31:32) | Kurt Cobain, Dave Grohl et Krist Novoselic | 31:32          |                |                |                |                |                |                |
| 69:22          | |                                            |                |                |                |                |                |                |                |

| 1.  | Serve the Servants                                |                                            | 3:34 |
| 2.  | Scentless Apprentice                              | Kurt Cobain, Dave Grohl et Krist Novoselic | 3:47 |
| 3.  | Heart-Shaped Box                                  |                                            | 4:39 |
| 4.  | Rape Me                                           |                                            | 2:49 |
| 5.  | Frances Farmer Will Have Her Revenge on Seattle   |                                            | 4:07 |
| 6.  | Dumb                                              |                                            | 2:29 |
| 7.  | Very Ape                                          |                                            | 1:55 |
| 8.  | Milk It                                           |                                            | 3:52 |
| 9.  | Pennyroyal Tea                                    |                                            | 3:36 |
| 10. | Radio Friendly Unit Shifter                       |                                            | 4:49 |
| 11. | Tourette's                                        |                                            | 1:33 |
| 12. | All Apologies                                     |                                            | 3:50 |
| 13. | Gallons Of Rubbing Alcohol Flow Through The Strip |                                            |      |
| 14. | Marigold                                          |                                            |      |
| 15. | Moist Vagina                                      |                                            |      |
| 16. | Sappy                                             |                                            |      |
| 17. | I Hate Myself And Want To Die                     |                                            |      |
| 18. | Pennyroyal Tea (Scott Litt Mix)                   |                                            |      |
| 19. | Heart-Shaped Box (Steve Albini Mix)               |                                            |      |
| 20. | All Apologies (Steve Albini Mix)                  |                                            |      |

| 1.  | Serve the Servants                                                  |                                            | 3:36 |
| 2.  | Scentless Apprentice                                                | Kurt Cobain, Dave Grohl et Krist Novoselic | 3:49 |
| 3.  | Heart-Shaped Box                                                    |                                            | 4:41 |
| 4.  | Rape Me                                                             |                                            | 2:49 |
| 5.  | Frances Farmer Will Have Her Revenge on Seattle                     |                                            | 4:12 |
| 6.  | Dumb                                                                |                                            | 2:32 |
| 7.  | Very Ape                                                            |                                            | 1:57 |
| 8.  | Milk It                                                             |                                            | 3:56 |
| 9.  | Pennyroyal Tea                                                      |                                            | 3:32 |
| 10. | Radio Friendly Unit Shifter                                         |                                            | 4:51 |
| 11. | Tourette's                                                          |                                            | 1:35 |
| 12. | All Apologies                                                       |                                            | 3:55 |
| 13. | Scentless Apprentice (Rio demo)                                     | Kurt Cobain, Dave Grohl et Krist Novoselic |      |
| 14. | Frances Farmer Will Have Her Revenge on Seattle (Laundry Room demo) |                                            | 4:33 |
| 15. | Dumb (Word of Mouth demo)                                           |                                            | 2:39 |
| 16. | Very Ape (Rio demo, instrumental)                                   |                                            | 2:21 |
| 17. | Pennyroyal Tea (Word of Mouth demo)                                 |                                            | 3:31 |
| 18. | Radio Friendly Unit Shifter (Word of Mouth demo)                    |                                            | 2:40 |
| 19. | tourette's (Word of Mouth demo)                                     |                                            | 2:14 |
| 20. | Marigold (Upland Studios demo)                                      | Dave Grohl                                 | 3:25 |
| 21. | All Apologies (Music Source demo)                                   |                                            | 4:25 |
| 22. | Forgotten Tune (Répétition)                                         |                                            | 2:04 |
| 23. | Jam (Word of Mouth demo)                                            | Kurt Cobain, Dave Grohl et Krist Novoselic | 5:44 |

| 1.  | Radio Friendly Unit Shifter |                                            |  |
| 2.  | Drain You                   |                                            |  |
| 3.  | Breed                       |                                            |  |
| 4.  | Serve the Servants          |                                            |  |
| 5.  | Rape Me                     |                                            |  |
| 6.  | Sliver                      |                                            |  |
| 7.  | Pennyroyal Tea              |                                            |  |
| 8.  | Scentless Apprentice        | Kurt Cobain, Dave Grohl et Krist Novoselic |  |
| 9.  | All Apologies               |                                            |  |
| 10. | Heart-Shaped Box            |                                            |  |
| 11. | Blew                        |                                            |  |
| 12. | The Man Who Sold the World  | David Bowie                                |  |
| 13. | School                      |                                            |  |
| 14. | Come as You Are             |                                            |  |
| 15. | Lithium                     |                                            |  |
| 16. | About a Girl                |                                            |  |
| 17. | Endless, Nameless           | Kurt Cobain, Dave Grohl et Krist Novoselic |  |

| 18. | Very Ape (Répétition Live & Loud)                          |            |  |
| 19. | Radio Friendly Unit Shifter (Répétition Live & Loud)       |            |  |
| 20. | Rape Me (Répétition Live & Loud)                           | Dave Grohl |  |
| 21. | Pennyroyal Tea (Répétition Live & Loud)                    |            |  |
| 22. | Heart-Shaped Box (Clip original version director's cut)    |            |  |
| 23. | Rape Me (Live à Nulle part ailleurs, Paris, France)        |            |  |
| 24. | Pennyroyal Tea (Live à Nulle Part Ailleurs, Paris, France) |            |  |
| 25. | Drain You (Live à Nulle Part Ailleurs, Paris, France)      |            |  |
| 26. | Serve the Servants (Live à Tunnel, Italie)                 |            |  |
| 27. | Radio Friendly Unit Shifter (Live à Munich)                |            |  |
| 28. | My Best Friend's Girl (Live à Munich)                      | Ric Ocasek |  |
| 29. | Drain You (Live à Munich)                                  |            |  |

## Crédits
| Nirvana - Kurt Cobain – chant, guitare - Dave Grohl – batterie, chœurs - Krist Novoselic – basse Musicien additionnel - Kera Schaley - violoncelle sur All Apologies et Dumb | - Steve Albini - production, ingénieur du son - Adam Kasper - assistant ingénieur - Bob Ludwig – matriçage - Scott Litt - mixage - Bob Weston - technicien - Robert Fisher - directeur artistique, design et photographie - Alex Grey - illustrations - Michael Lavine - photographie - Charles Peterson - photographie - Neil Wallace - photographie - Karen Mason - photographie |

## Classements et certifications

### Classements
| Pays                                 | Durée du classement | Meilleure position | Date              |
| ------------------------------------ | ------------------- | ------------------ | ----------------- |
| Allemagne (Media Control AG)         | 16 semaines         | 14e                | 11 octobre 1993   |
| Australie (ARIA Charts)              | 31 semaines         | 2e                 | 26 septembre 1993 |
| Autriche (Ö3 Austria Top 40)         | 17 semaines         | 8e                 | 10 octobre 1993   |
| Canada (RPM Top albums)              | 44 semaines         | 3e                 | 9 octobre 1993    |
| États-Unis (Billboard 200)           | 94 semaines         | 1er                | 10 septembre 1993 |
| Finlande (Suomen virallinen lista)   | ?                   | 6e                 | ?                 |
| France (SNEP Top 100)                | 72 semaines         | 2e                 | 25 septembre 1993 |
| Italie (FIMI Hitparade Italia),      | ?                   | 14e                | 1993              |
| Japon (Oricon)                       | ?                   | 13e                | ?                 |
| Norvège (VG-lista)                   | 4 semaines          | 7e                 | 20 septembre 1993 |
| Nouvelle-Zélande (RMNZ albums Top40) | 26 semaines         | 3e                 | 26 septembre 1993 |
| Pays-Bas (Mega Album Top 100)        | 37 semaines         | 4e                 | 9 octobre 1993    |
| Royaume-Uni (UK Albums Chart)        | 61 semaines         | 1er                | 25 septembre 1993 |
| Suède (Sverigetopplistan)            | 36 semaines         | 1er                | 22 septembre 1993 |
| Suisse (Schweizer Hitparade)         | 12 semaines         | 16e                | 10 octobre 1993   |

| Pays                    | Durée du classement | Meilleure position | Date           |
| ----------------------- | ------------------- | ------------------ | -------------- |
| Belgique (W) (Ultratop) | 24 semaines         | 21e                | 5 octobre 2013 |

| Pays                    | Durée du classement | Meilleure position | Date              |
| ----------------------- | ------------------- | ------------------ | ----------------- |
| Belgique (V) (Ultratop) | 20 semaines         | 27e                | 5 octobre 2013    |
| Espagne (Promusicae)    | 4 semaines          | 51e                | 6 octobre 2013    |
| Portugal (AFP)          | 18 semaines         | 8e                 | 23 septembre 2013 |

### Certifications
| Pays             | Certifications | Ventes      | Date            |
| ---------------- | -------------- | ----------- | --------------- |
| Allemagne        | Or             | 250 000 +   | 1995            |
| Argentine        | Platine        | 60 000 +    | ?               |
| Autriche         | Or             | 10 000 +    | 11 mai 1994     |
| Belgique (BEA)   | Platine        | 50 000 +    | 28 juillet 1995 |
| Brésil           | Or             | 100 000 +   | 1998            |
| Canada           | 6 × Platine    | 600 000 +   | 19 mars 2001    |
| Espagne          | Or             | 50 000 +    | ?               |
| États-Unis       | 5 × Platine    | 5 000 000 + | 25 octobre 1996 |
| France           | Platine        | 300 000 +   | 16 octobre 1995 |
| Italie           | Or             | 30 000 +    | 2016            |
| Japon (RIAJ)     | Platine        | 200 000 +   | ?               |
| Mexique          | Or             | 75 000 +    | 27 juin 2000    |
| Nouvelle-Zélande | Platine        | 15 000 +    | 3 juillet 1994  |
| Pays-Bas         | Or             | 50 000 +    | 1994            |
| Royaume-Uni      | 2 × Platine    | 600 000 +   | 24 mars 2017    |
| Suède            | Or             | 50 000 +    | 1997            |

### Ouvrages
- (en) Michael Azerrad, Come as You Are : The Story of Nirvana, Doubleday, 1er septembre 1993, 336 p. (ISBN 0-385-47199-8)

1. ↑  Azerrad 1993, p. 138-139
2. ↑  Azerrad 1993, p. 312
3. 1 2  Azerrad 1993, p. 314
4. 1 2 3 4 5 6  Azerrad 1993, p. 315
5. 1 2 3  Azerrad 1993, p. 316-317
6. ↑  Azerrad 1993, p. 318-319
7. ↑  Azerrad 1993, p. 331
8. 1 2  Azerrad 1993, p. 332
9. 1 2  Azerrad 1993, p. 336-337
10. 1 2  Azerrad 1993, p. 337-338
11. 1 2 3  Azerrad 1993, p. 321
12. ↑  Azerrad 1993, p. 332-333
13. ↑  Azerrad 1993, p. 323
14. ↑  Azerrad 1993, p. 326-327
15. 1 2  Azerrad 1993, p. 322-323
16. ↑  Azerrad 1993, p. 325-326
17. ↑  Azerrad 1993, p. 330

- (en) Charles R. Cross, Heavier Than Heaven : A Biography of Kurt Cobain, Hyperion, 21 août 2002, 432 p. (ISBN 0-7868-8402-9)

1. ↑  Cross 2002, p. 277
2. ↑  Cross 2002, p. 278

- Isabelle Chelley, Dictionnaire des chansons de Nirvana, Tournon, 18 avril 2005, 213 p. (ISBN 2-914237-40-5)

1. ↑  Chelley 2005, p. 75
2. ↑  Chelley 2005, p. 139-141
3. ↑  Chelley 2005, p. 134-136
4. ↑  Chelley 2005, p. 76
5. ↑  Chelley 2005, p. 129-131
6. ↑  Chelley 2005, p. 56-57
7. ↑  Chelley 2005, p. 170-171
8. ↑  Chelley 2005, p. 101-103
9. ↑  Chelley 2005, p. 121-123
10. ↑  Chelley 2005, p. 127-129
11. ↑  Chelley 2005, p. 67-68

- Florent Mazzoleni, Nirvana et le Grunge : 15 Ans de Rock Underground américain, Presses de la Cité, coll. « Gilles Verlant présente », 6 février 2006, 159 p. (ISBN 2-258-06963-7)

1. ↑  Mazzoleni 2006, p. 127
2. 1 2 3 4  Mazzoleni 2006, p. 135
3. ↑  Mazzoleni 2006, p. 129
4. ↑  Mazzoleni 2006, p. 133
5. ↑  Mazzoleni 2006, p. 136
6. 1 2 3 4 5  Mazzoleni 2006, p. 138
7. 1 2 3 4  Mazzoleni 2006, p. 140
8. 1 2 3 4 5 6  Mazzoleni 2006, p. 141
9. 1 2 3 4  Mazzoleni 2006, p. 142
10. 1 2 3 4  Mazzoleni 2006, p. 147
11. ↑  Mazzoleni 2006, p. 149
12. 1 2  Mazzoleni 2006, p. 148
13. ↑  Mazzoleni 2006, p. 150
14. ↑  Mazzoleni 2006, p. 155
15. ↑  Mazzoleni 2006, p. 151
16. 1 2  Mazzoleni 2006, p. 152
17. 1 2 3  Mazzoleni 2006, p. 143
18. ↑  Mazzoleni 2006, p. 144
19. 1 2  Mazzoleni 2006, p. 145
20. 1 2 3 4 5  Mazzoleni 2006, p. 146

- Richard Thomas, Nirvana de A à Z, Prélude et Fugue, coll. « les guides MusicBook », octobre 2001, 122 p. (ISBN 2-84343-076-3)

1. ↑  Thomas 2001, p. 112
2. ↑  Thomas 2001, p. 12-13
3. ↑  Thomas 2001, p. 65-66
4. ↑  Thomas 2001, p. 18
5. ↑  Thomas 2001, p. 115
6. ↑  Thomas 2001, p. 108
7. ↑  Thomas 2001, p. 47

- (en) Jeff Apter, The Dave Grohl Story, Omnibus Press, 1er décembre 2007, 288 p. (ISBN 978-1-84609-762-1)

1. 1 2  Apter 2007, p. 157
2. ↑  Apter 2007, p. 159
3. ↑  Apter 2007, p. 160
4. 1 2 3 4  Apter 2007, p. 161
5. 1 2  Apter 2007, p. 162
6. 1 2  Apter 2007, p. 163
7. ↑  Apter 2007, p. 164

- (en) Gillian G. Gaar, In Utero, Continuum International Publishing Group Ltd., 1er novembre 2006, 112 p. (ISBN 978-0-82641-776-3)

1. ↑  Gaar 2006, p. 70
2. ↑  Gaar 2006, p. 17
3. ↑  Gaar 2006, p. 21-22
4. ↑  Gaar 2006, p. 23
5. 1 2 3  Gaar 2006, p. 40
6. ↑  Gaar 2006, p. 36-37
7. ↑  Gaar 2006, p. 41
8. ↑  Gaar 2006, p. 61
9. ↑  Gaar 2006, p. 64
10. ↑  Gaar 2006, p. 69
11. ↑  Gaar 2006, p. 66
12. ↑  Gaar 2006, p. 97
13. ↑  Gaar 2006, p. 87
14. 1 2  Gaar 2006, p. 98
15. ↑  Gaar 2006, p. 45
16. ↑  Gaar 2006, p. 3
17. ↑  Gaar 2006, p. 50-51
18. ↑  Gaar 2006, p. 42-43
19. ↑  Gaar 2006, p. 79
20. ↑  Gaar 2006, p. 83
21. ↑  Gaar 2006, p. 84

- (en) Jim DeRogatis, Milk It! : Collected Musings on the Alternative Music Explosion of the 90's, Da Capo Press Inc, 11 septembre 2003, 434 p. (ISBN 978-0-30681-271-2)

1. ↑  DeRogatis 2003, p. 16-17
2. ↑  DeRogatis 2003, p. 6
3. ↑  DeRogatis 2003, p. 4
4. ↑  DeRogatis 2003, p. 18

- Autres ouvrages

1. ↑  Robert Dimery, Les 1001 albums qu'il faut avoir écoutés dans sa vie, Flammarion, 2006 (ISBN 2-0820-1539-4), p. 711
2. ↑  (fi) Timo Pennanen, Sisältää hitin: levyt ja esittäjät Suomen musiikkilistoilla vuodesta 1972, Otava Publishing Company Ltd., 2003 (ISBN 951-1-21053-X, lire en ligne).
3. ↑  (ja) Album Chart-Book Complete Edition 1970~2005, Orikonmāketingupuromōshon, 2006 (ISBN 4871310779)
4. ↑  (es) Fernando Salaverri, Sólo éxitos: año a año : 1959-2002, Iberautor Promociones Culturales, 2005 (ISBN 8480486392), p. 936

### Articles de presse
1. ↑  (en) Michael Azerrad, « Inside the Heart and Mind of Nirvana », Rolling Stone,‎ 16 avril 1992
2. ↑  (en) Everett True, « Nirvana : Crucified By Success? », Melody Maker,‎ 25 juillet 1992
3. 1 2  (en) Gillian G. Gaar, « Verse Chorus Verse : The Recording History of Nirvana », Goldmine,‎ 14 février 1997
4. 1 2 3  (en) Keith Cameron, « This Is Pop », Mojo,‎ mai 2001
5. ↑  (en) Ben Mothersole, « Nirvana's Kurt Cobain: Getting to Know Utero », Circus,‎ 30 novembre 1993
6. ↑  (en) Greg Kot, « Record Label Finds Little Bliss in Nirvana's Latest », Chicago Tribune,‎ 19 avril 1993
7. ↑  (en) Fred Goodman, « Nirvana to 'Newsweek': Drop dead », Rolling Stone,‎ 24 juin 1993
8. 1 2  (en) Craig Rosen, « Nirvana Set Has Smell of Success », Billboard,‎ 25 septembre 1993
9. ↑  (en) Jon Pareles, « Nirvana, the Band That Hates to Be Loved », The New York Times,‎ 14 novembre 1993
10. ↑  (en) Jeff Gordinier, « Attention Kmart Shoppers », Entertainment Weekly,‎ 8 avril 1994
11. 1 2  (en) Ben Thompson, « In Utero (review) », Independent on Sunday,‎ septembre 1993
12. ↑  (en) David Fricke, « Kurt Cobain : The Rolling Stone Interview », Rolling Stone,‎ 27 janvier 1994
13. ↑  (en) Darcey Steinke, « Smashing Their Heads on That Punk Rock », Spin,‎ octobre 1993, p. 42-49
14. ↑  (en) Jon Savage, « Sounds Dirty : The Truth About Nirvana », The Observer,‎ 15 août 1993
15. ↑  (en) Phil Sutcliffe, « Kurt Cobain: King of Pain », Q,‎ octobre 1993
16. ↑  (en) Charles R. Cross, « Bollocks to Nevermind… Here's In Utero », Guitar World,‎ octobre 2003
17. ↑  (en) « Staff Lists : Top 100 Albums of the 1990s », Pitchfork,‎ 17 novembre 2003 (lire en ligne)
18. ↑  (en) Doug Brod, « Nirvana – In Utero », Spin,‎ juillet 2005

### Autres sources
1. ↑  (en) « Pennyroyal Tea single », sur crimson-ceremony.net (consulté le 23 avril 2013)
2. ↑  (en) « Sting Nominated To Receive 6 Grammys », sur nytimes.com (consulté le 10 avril 2013)
3. ↑  (en)« Nirvana's 'In Utero' to be re-released for 20th anniversary », sur nme.com (consulté le 30 juillet 2013)
4. 1 2  (en) Christopher John. Farley, « To The End of Grunge », sur time.com (consulté le 10 avril 2013)
5. 1 2  (en) David Fricke, « In Utero (review) », sur rollingstone.com (consulté le 10 avril 2013)
6. 1 2  (en) David Browne, « Kurt Loather », sur ew.com (consulté le 10 avril 2013)
7. 1 2  (en) John Mulvey, « In Utero (review) », sur nme.com (consulté le 10 avril 2013)
8. 1 2  (en) Robert Christgau, « Consumer Guide: In Utero », sur robertchristgau.com (consulté le 10 avril 2013)
9. 1 2  (en) Stephen Thomas Erlewine, « In Utero - Nirvana », sur allmusic.com (consulté le 17 avril 2013)
10. 1 2  (en) « Nirvana - In Utero (album review) », sur sputnikmusic.com (consulté le 17 avril 2013)
11. 1 2  (en) Eamonn Stack, « Nirvana In Utero Review », sur bbc.co.uk (consulté le 17 avril 2013)
12. 1 2  (en) Raziq Rauf, « Nirvana In Utero », sur drownedinsound.com (consulté le 17 avril 2013)
13. ↑  (en) « The 1993 Pazz & Jop Critics Poll », sur robertchristgau.com (consulté le 10 avril 2013)
14. ↑  (en) « The Pop Life », sur nytimes.com (consulté le 10 avril 2013)
15. ↑  (en) « 20 Years On: Albums Of The Year 1993 », sur nme.com (consulté le 20 avril 2013)
16. ↑  (en) « Nirvana– In Utero », sur discogs.com, Discogs (consulté le 11 juin 2013)
17. ↑  (en) « Nirvana– In Utero », sur discogs.com, Discogs (consulté le 11 juin 2013)
18. 1 2 3 4  (en) Jenn Pelly, « Nirvana In Utero Reissue Tracklist Revealed », sur Pitchfork (consulté le 26 septembre 2013)
19. ↑  (de) offiziellecharts.de/suche/nirvana/album/in utero consulté le 10 février 2022
20. ↑  (en) australian-charts.com/search albums/nirvana/in utero consulté le 10 février 2022
21. ↑  (de) austriancharts.com/suche albums/nirvana/in utero consulté le 10 février 2022
22. ↑  (en) bac-lac.gc.ca/Rpm/search database/in utero/top albums consulté le 10 février 2022
23. ↑  (en) billboard.com/nirvana/chart history/billboard 200 consulté le 10 février 2022
24. ↑  infodisc.fr/chansons/détail par artiste/N/nirvana consulté le 10 février 2022
25. ↑  (it) hitparadeitalia.it/Gli album più venduti del 1993
26. ↑  (en) italaiancharts.com/search/albums/nirvana/in utero consulté le 10 février 2022
27. ↑  (en) norwegiancharts/search/albums/nirvana/in utero consulté le 10 février 2022
28. ↑  (en) charts.nz.//search/albums/nirvana/in utero consulté le 10 février 2022
29. ↑  (nl) dutchcharts.nl/search/albums/nirvana/in utero consulté le 10 février 2022
30. ↑  (en) « in utero full Official Chart History », sur officialcharts.com (consulté le 10 février 2022)
31. ↑  (en) swedishcharts.com/search/albums/nirvana/in utero consulté le 10 février 2022
32. ↑  (de) hitparade.ch/suchen/nirvana/albums/in utero consulté le 10 février 2022
33. ↑  (de) ultratop.be/fr./recherche/nirvana/albums/in utero consulté le 11 février 2022
34. ↑  (nl) ultratop.be/nl/zoeken/nirvana/albums/in utero consulté le 11 février 2022
35. ↑  (en) spanishcharts.com/nirvana/albums/in utero consulté le 11 février 2022
36. ↑  (en) portuguesecharts.com/nirvana/albums/in utero consulté le 11 février 2022
37. ↑  (de) « Gold-/Platin-Datenbank - Nirvana », sur musikindustrie.de (consulté le 11 février 2022)
38. ↑  (es) « Disco de oro y platino, sur capif.org.ar. » (version du 6 juillet 2011 sur Internet Archive)
39. ↑  (de) « Gold & Platin - Nirvana », sur ifpi.at (consulté le 11 février 1994)
40. ↑  (nl) « Gold and Platinum Certifications Albums 1995 », sur ultratop.be (consulté le 15 décembre 2018)
41. ↑  (pt) « Certificados », sur abpd.org.br (consulté le 11 février 2022)
42. ↑  (en) musiccanada.com/gold platinum/search/in utero consulté le 15 février 2022
43. ↑  (en) riaa.com/gold-platinum/search/in utero consulté le 15 février 2022
44. ↑  snepmusique.com/certifications/recherche/nirvana/in utero consulté le 15 février 2022
45. ↑  (it) fimi.it/Certificazioni/filtra/nirvana/anno:tutti gli anni consulté le 15 février 2022
46. ↑  (ja) « Gold Disc Certification », sur riaj.or.jp, février 2000 (consulté le 29 avril 2019)
47. ↑  (es) amprofon.com.mx/certificaciones/filter=nirvana
48. ↑  (en) nztop40.co.nz/chart/albums/3 juillet 1994 consulté le 15 février 2022
49. ↑  (nl) nvpi.nl/Marktinformatie/goud/platina/artiest/nirvana consulté le 15 février 2022
50. ↑  (en) BPI.co.uk/certified-awards/search/in utero consulté le 15 février 2022
51. ↑  (sv) « Guld- och Platinacertifikat − År 1987−1998 », sur ifpi.se (version du 16 juin 2011 sur Internet Archive)